# Hegyitanyák
Hegyitanyák románul: Capu Dealului falu Romániában, Erdélyben, Fehér megyében.

## Fekvése
Kiskerék közelében fekvő település.

## Története
Hegyitanyák korábban a mai Szeben megyében található Kiskerék része volt, 1956 körül vált külön 106 lakossal.
1966-ban 96 lakosából 81 román, 15 német volt. 1977-ben 17 lakosából 14 román 3 német, 1992-ben 11 lakosából 10 román, 1 német volt. A 2002-es népszámláláskor 3 román lakosa volt.